# Arsenal (Basse-Terre)
Pour les articles homonymes, voir Arsenal (homonymie).
L'Arsenal a successivement été un couvent jésuite et une caserne d'artillerie. C'est aujourd'hui une résidence d'habitation. Il est situé à Basse-Terre, en Guadeloupe, à proximité du Fort Delgrès, de l'église Notre-Dame-du-Mont-Carmel et du lycée Gerville-Réache. L'ensemble est inscrit en 2005, puis classé au titre des monuments historiques par arrêté du 12 avril 2007.

## Histoire
Le terrain a d'abord été occupé par les Jésuites, à partir de 1664. Le couvent est construit au début du XVIIIe siècle, avant que les Jésuites soient chassés de Guadeloupe, comme du reste du Royaume de France en 1764.
Le terrain est alors utilisé par les militaires, déjà installés au Fort Delgrès, comme artillerie. Il est divisé en différentes parties, logement des officiers, des sous-officiers, des soldats, ateliers, écuries. L'architecture des bâtiments qui subsistent témoigne du rôle de chaque partie : bâtiments en pierre de taille ou bâtiments en bois.
L'Arsenal est désaffecté par l'armée en 1907 et laissé à l'abandon, avant son rachat par un américain. À sa mort, le terrain et ses bâtiments sont vendus aux enchères et transformés en habitations.